# Фогель, Теодор (масон)
Теодор Фогель (нем. Theodor Vogel ) (31 июля 1901 года, Швайнфурт — 9 февраля 1977 года, Гласхюттен (Таунус)) — немецкий бизнесмен, писатель и первый великий мастер Объединённых великих лож Германии. Он считается объединителем немецкого масонства после Второй мировой войны.

## Биография

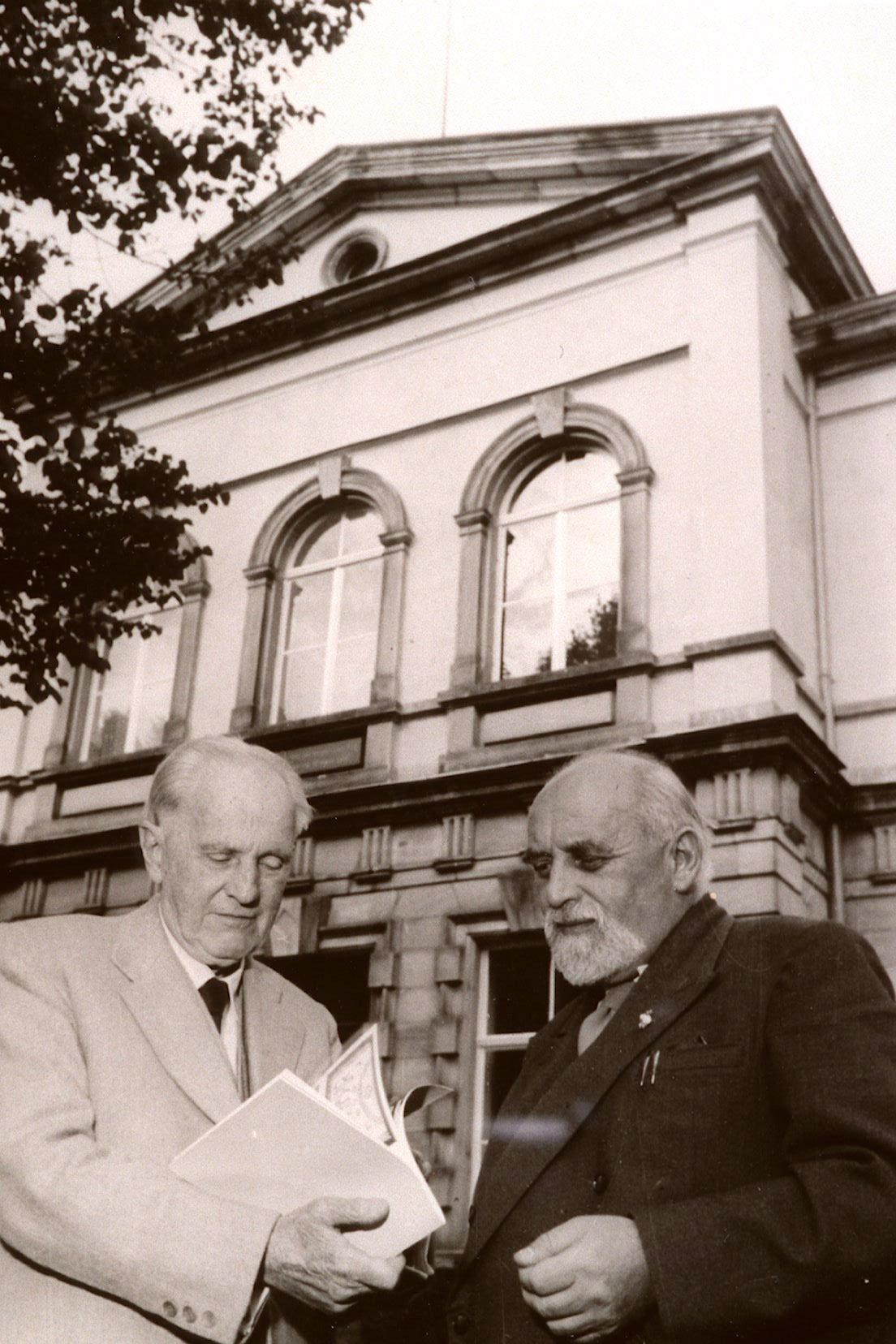
Теодор Фогель (справа) и Бернхард Бейер (слева) возле Музея масонства в Байройте (1954 год)

После окончания школы в 1920 в Нюрнберге, Теодор Фогель изучал строительство в институтах Мюнхена и Дармштадта и в 1924-м получил диплом инженера-строителя. В том же году он женился на Эльзе Анне Рааш. Между 1926 и 1944 годами у них родились девять детей, шесть дочерей и три сына. Сначала молодая семья жила в Швайнфурте. В 1932 году в Дармштадте Фогель получил степень доктора инженерных наук. За этим последовал диплом по экономике во Франкфурте-на-Майне и в Мюнхене. В 1934 и 1935 годах семья из шести человек временно проживала в Нюрнберге. Летом 1935 года она переехала в Шонунген недалеко от Швайнфурта, где и пробыла до 1953 года. С 1953 года семья снова жила в Швайнфурте.
В 1930-е годы Теодор Фогель руководил инженерным отделом в Нюрнберге, а с 1935 года в Швайнфурте, а после его уничтожения воздушными налетами в 1944 году, в Шонунгене. Он участвовал в составлении планов по переводу баварских и тюрингских промышленных предприятий в подземные сооружения. Во время войны, до 1944 года, у него было ещё одно бюро в Саарбрюккене по заказам т. н. «Реконструкционного управления». К национал-социалистским организациям он не принадлежал.
После войны он перенял металлостроительную компанию своего отца в Швайнфурте, которую за несколько лет расширил до международной компании с численностью персонала в 500 сотрудников. В пятидесятые годы он основал филиал компании в городе Зонтра земли Гессен с примерно 200 сотрудниками. В 1962 году его предпринимательскую активность дополнил филиал в Бейруте (Ливан), AG STAL, где 50 % акций предприятия находилось у ливанских партнёров. Он принимал участие в таких профессиональных организациях, как Немецкая ассоциация сталелитейной промышленности, президентом которой он был одно время, и Баварской промышленной ассоциации. С 1963 по 1967 годы он был президентом Торгово-промышленной палаты Вюрцбурга-Швайнфурта.

## В масонстве
Теодор Фогель был посвящён в степень ученика 1 октября 1926 года вместе со своим отцом в ложе «Братская верность на Майне» в Швайнфурте. В 1930 году он был возвышен в степень мастера-масона. После возобновления работ этой ложи, 1 апреля 1946 года, Фогель стал её руководителем — мастером стула. 1 мая 1948 года он был избран великим мастером Великой ложи «К Солнцу».
Благодаря целенаправленным стараниям Фогеля 19 мая 1949 года в Церкви Св. Павла во Франкфурте была основана Объединённая великая ложа Германии (с 1958 года Великая ложа древних вольных и принятых каменщиков Германии), в которой собралось большинство немецких масонов, бывшие до 1933 года в разрозненных великих ложах. Теодор Фогель стал их первым великим мастером и пробыл на этом посту до 1958 года.
Когда в 1958 году оставшиеся отдельные великие ложи объединились на основе «Великой хартии», под крышей Объединённых великих лож Германии (во мн. ч.), Фогель стал первым великим мастером этого объединения и до 1959 года был международным представителем всего регулярного немецкого масонства. Благодаря его личному участию в посещении великих лож за рубежом немецкое масонство после 1945 года снова получило своё международное признание.
Фогель был сооснователем Йоркского устава Германии, и в 1956 году стал первым великим первосвященником (председателем) немецкого Великого капитула каменщиков Королевской арки. В 1962 году он также вошёл в группу основателей ложи «Жак де Моле к пламенеющей звезде», созданной для работы с молодёжью.
Он участвовал в диалоге между немецким масонством и римско-католической церковью, состоявшийся с 3 по 5 июля 1970 года в Лихтенау, Верхняя Австрия, и подписал составленную там декларацию.

## Награды и память
Участие Теодора Фогеля в различных областях общественной жизни принесло ему многочисленные награды, такие как: кавалер ордена «За заслуги перед ФРГ», баварский орден «За заслуги», медаль «Золотого гражданина» города Швайнфурта и города Вюрцбурга. Он был почётным членом Мюнхенского технического университета. В Швайнфурте именем Теодора Фогеля названа улица. По случаю его 100-летия городские архивы и муниципальные коллекции Швайнфурта посвятили ему выставку.
В масонстве он был почётным членом 135 немецких, 9 иностранных лож, и 9 великих лож. Он был 18 раз отмечен высокими масонскими наградами. В 1979 году, в Гамбурге, его именем была названа масонская ложа.

## Литературное творчество
В трудный экономический период, в конце 1920 — начале 1930 годов, Теодор Фогель писал разного рода статьи и публикации, способствуя существованию своей семьи. Он размещал в журналах статьи, рассказы, эссе и драмы, которые публиковались в Лейпциге. В последующие годы он писал главным образом труды по масонству.

### Публикации
- Das fränkische Schicksal — Novellen aus Bauernkrieg, Schweden- u. Franzosenzeit, Nürnberg: Spindler 1925.
- Kunzk Kaufmann, der Revolutionär — Eine Geschichte aus dem 16. Jahrhundert, Nürnberg: Spindler 1925.
- Der Vater — Schauspiel in sechs Bilder, Würzburg: Frankenbund 1926.
- Olympia Fulvia Morata — Ein Schicksal [Erzählung], Schweinfurt: Giegler [1927].
- Heimfahrt — Eine Goethe-Novelle, Würzburg: Frankenbund 1928.
- Die Glasdachsprosse, Stuttgart: Akad. Verl. Wedekind [Druck der Diss. 1933].
- Der Großmeister und seine Werkleute. Von der Frankfurter Paulskirche zum Berliner Konvent. 2. Aufl. Bad Kissingen: Bauhütten-Verlag [1959].
- Die ungeschriebenen Gesetze der Freimaurerei, 4. Aufl. Hamburg: Bauhütten-Verlag 1971.
- Begegnungen und Weggefährten. Hamburg: Bauhütten-Verlag 1976.